# Jonathan Kakou
Jonathan Kakou (ur. 18 grudnia 1989) – nowokaledoński piłkarz występujący na pozycji obrońcy. W 2012 roku wziął udział w Pucharze Narodów Oceanii.